# Tsovinar (Armenia)
Tsovinar (in armeno Ծովինար?) è un comune dell'Armenia di 5 105 abitanti (2009) della provincia di Gegharkunik.